# ترتزو تینلا
ترتزو تینلا (به ایتالیایی: Trezzo Tinella) یک کومونه در ایتالیا است که در استان کونیو واقع شده‌است. ترتزو تینلا ۱۰٫۴ کیلومتر مربع مساحت و ۳۵۰ نفر جمعیت دارد و ۳۴۱ متر بالاتر از سطح دریا واقع شده‌است.